# قره‌بلاغ (شوشی)
قره‌بلاغ (به لاتین: Qarabulaq) یک تقسیمات کشوری در جمهوری آذربایجان است که در شهرستان شوشی واقع شده‌است.